# Tupolev Tu-110
Dimensions
Le Tupolev Tu-110 (Code OTAN : Cooker) a été un avion de ligne conçu et construit en URSS à partir de 1955.

## Conception et développement
Réalisant que le potentiel d'exportation du Tupolev Tu-104 est limité, le Conseil des ministres Soviétique a publié la directive no 1511-846 du 12 août 1956, exigeant du Bureau de Conception Tupolev d'élaborer une version à quatre réacteurs du Tu-104, pour permettre à l'avion de traverser en toute sécurité de grandes étendues d'océans, et d'améliorer la sécurité au décollage en cas de panne moteur. Aeroflot était également intéressée par un appareil capable de transporter plus de 100 passagers.
Le Tu-110 était une re-conception importante du Tu-104 propulsé par quatre turboréacteurs Lyulka AL-7 de 53,9 kN de poussée chacun, avec deux réacteurs en quinconce dans la racine de chaque étendue de centre-section. Le premier prototype du Tu-110 a volé le 11 mars 1957.
La production du Tu-110 a été autorisée à l'usine d'aviation de Kazan, avec une commande initiale de 10 appareils, mais seulement trois furent terminés (au standard Tu-110A) avant que le programme ne soit annulé.
L'avion de série, a présenté des ailes prolongées et des compartiments bagages élargis, ainsi qu'une configuration cabine unique en classe touriste pouvant emporter jusqu'à 100 passagers.
Les raisons de l'annulation du programme proviennent du fait que les performances du Tu-110 comparées à celles du Tu-104 étaient faiblement supérieures, et cela malgré l'utilisation de 4 réacteurs. D'autre part, le réacteur Mikulin AM-3M-500 utilisé sur le Tu-104 était fiable, et par conséquent rendait inutile une version quadriréacteur.
Les quatre avions furent convertis au standard Tu-110B avec des réacteurs Soloviev D-20 à double flux, dans une tentative pour améliorer les performances de l'avion, mais en vain. Aucune nouvelle commande n'apparut et les quatre Tu-110B furent utilisés pour des travaux expérimentaux sur les systèmes d'avionique, des systèmes de missiles, et des travaux dans le domaine de contrôle. Ces avions restèrent actifs jusqu'aux années 1970.

## Variantes
- Tu-110 - Le premier et unique prototype du Tu-110 (CCCP-L5600).
- Tu-110A - Avion de production avec une capacité doublée (classe économique unique de 100 passagers), une capacité accrue d'emport de bagages, des volets prolongés et une masse maximale au décollage augmentée à 87 200 kg. Trois avions furent construits (CCCP-L5511 - L5513).
- Tu-110B - Version moyen-courrier expérimentale. Ces variantes furent converties à partir du prototype et des trois avions de production. Ils furent équipés de quatre réacteurs à double flux Soloviev D-20.